# Березовська Іванна Богданівна
Іва́нна Богда́нівна Березо́вська (* 1991) — українська сумоїстка та тренерка. Заслужений майстер спорту України. Працівниця ЗСУ.

## З життєпису
Народилась 1991 року в селі Миркові на Горохівщині. Займається сумо, важка вага, понад 80 кг. Представляє місто Фастів. Досягнення на міжнародних змаганнях:
- чемпіонат Європи 2014 року — 5 місце;
- чемпіонат Європи 2015 року — 3 місце,
- чемпіонат Європи 2016 року — 3 місце;
- чемпіонат світу 2014 року — 3 місце;
- чемпіонат світу 2015 року — 2 місце;
- чемпіонат світу 2016 року — 3 місце;
- Кубок світу 2016 року — 3 місце;
- учасниця Всесвітніх ігор-2017
- Чемпіонка Всесвітніх ігор-2022[1]
- В жовтні 2023 року у Токіо на чемпіонаті світу з сумо стала чемпіонкою світу — вона (вагова категорія + 80кг) та Карина Колеснік (вагова категорія 73кг).

Працює тренеркою у спортивній школі міста Фастова.

## Нагороди
- Орден княгині Ольги III ступеня[2]